# Divertículo
Em medicina ou biologia, divertículo (em latim: diverticulum, lit. "atalho, caminho alternativo") é uma bolsa de uma estrutura oca (ou cheia de fluido) no corpo. Dependendo de quais camadas da estrutura estão envolvidas, os divertículos são descritos como verdadeiros ou falsos.
Na medicina, o termo geralmente implica que a estrutura não está normalmente presente, mas na embriologia, o termo é usado para algumas estruturas normais decorrentes de outras, como por exemplo, o divertículo da tireoide, que surge da língua.

## Classificação
Os divertículos são descritos como verdadeiros ou falsos, dependendo das camadas envolvidas:
- Os divertículos falsos (também conhecidos como "pseudodivertículos") não envolvem camadas musculares ou adventícia. Os falsos divertículos, no trato gastrointestinal, por exemplo, envolvem apenas a submucosa e a mucosa.[2]
- Os divertículos verdadeiros envolvem todas as camadas da estrutura, incluindo a muscular própria e a adventícia, como o divertículo de Meckel.[2]

## Embriologia

As 3 classificações de divertículos esofágicos. 1-faríngeo (Zenker) 2-medioesofágico 3-epifrênico

- Os rins são originalmente divertículos no desenvolvimento dos órgãos urinários e reprodutivos.
- Os pulmões são originalmente divertículos formados a partir do intestino anterior ventral.[3]
- O timo aparece na forma de dois divertículos em forma de frasco, que surgem da terceira bolsa branquial (bolsa faríngea) do endoderma.[4]
- A glândula tireoide se desenvolve como um divertículo surgindo de um ponto na língua, demarcado como forame cego.[3]